# 衢州航空
衢州航空（英語：Quzhou Airlines）是中华人民共和国浙江省衢州市的一家区域航空公司，成立于2020年12月16日，主基地设于衢州机场目前拥有3架CRJ-900NG飞机由华夏航空运营飞机涂装：华夏航空-衢州有礼号 
目前无自主运营

## 历史
工商信息显示，衢州航空有限公司自2020年9月17日便已经成立，注册地位于衢州市柯城区白云街道花园中大道86号203室，法定代表人为付亚民。2020年10月20日，衢州市与华夏航空合作项目签约仪式举行，华夏航空与衢州市政府签订了共建航空枢纽协议。其中提出成立衢州航空有限公司方案，即由衢州市信安产业投资有限公司（国企衢州市交通投资集团有限公司的下属子公司）和华夏航空产业投资有限公司合资成立衢州航空有限公司。11月23日，两家公司签订《CRJ-900NG飞机买卖协议》，华夏航空计划向信安产投出售3架CRJ-900NG型飞机，并计划在交易完成后将其租回以继续使用。次日，华夏航空发布《关于出售飞机的公告》。
12月16日，衢州航空成立暨飞机交付仪式在衢州机场举行。衢州航空公司揭牌成立，华夏航空正式将3架飞机交付给衢州航空。北京时间12月22日14时40分许，衢州航空首航班机（衢州至舟山航线）起飞。21时05分，随着舟山至衢州航班的落地，衢州航空的首架飞机正式入驻衢州机场。这架驻场过夜飞机以衢州机场为基地和始发地，执行贵阳、珠海、武汉、郑州等航线的飞行任务。

## 概况
衢州航空主基地设于衢州机场，主营航空商务服务、航空运营支持服务、国内货物运输代理、旅客票务代理、运输设备租赁服务等业务。